# Zeraim
El Séder Zeraim (hebreo: סדר זרעים) es el primer y más corto ("Orden") Séder de la Mishná y el Talmud, la primera gran obra de la Halajá. Esta sección de la Mishná fue escrita por los sabios para informar a todos los judíos sobre lo que se tiene que hacer para cumplir las obligaciones bíclicas acerca de los rezos y mandamientos sobre la comida. La Halajá (o Ley Judía) contiene muchas obligaciones y restricciones acerca de las actividades agrícolas, y ordena un horario estricto para los tiempos de las oraciones. La mayor parte de Zeraim fue dejada fuera de la Guemará (la discusión rabínica de la Mishná). Es explicado teóricamente que los rabinos sintieron que los otros mandamientos tenían una mayor prioridad que los mandamientos agrícolas, que tratan mayoritariamente de las restricciones sobre la comida producida en la Tierra de Israel.
El Zeraim está dividido en once tratados:
1. Berajot (ברכות, "Bendiciones")
2. Peah (פאה, "Esquina")
3. Demai (דמאי, "Producto Dudoso")
4. Kilayim (כלאיים, "Dos Tipos")
5. Sheviit (שביעית, "Séptimo Año")
6. Terumot (תרומות, "Donaciones")
7. Ma'aserot (מעשרות, "Diezmos")
8. Ma'aser Sheni (שני מעשר, "Segundo Décimo")
9. Jalá (חלה, "Pedazo de Masa")
10. Orlá (ערלה, "Enxerto")
11. Bikurim (ביכורים, "Primeros Frutos")